# Рулька

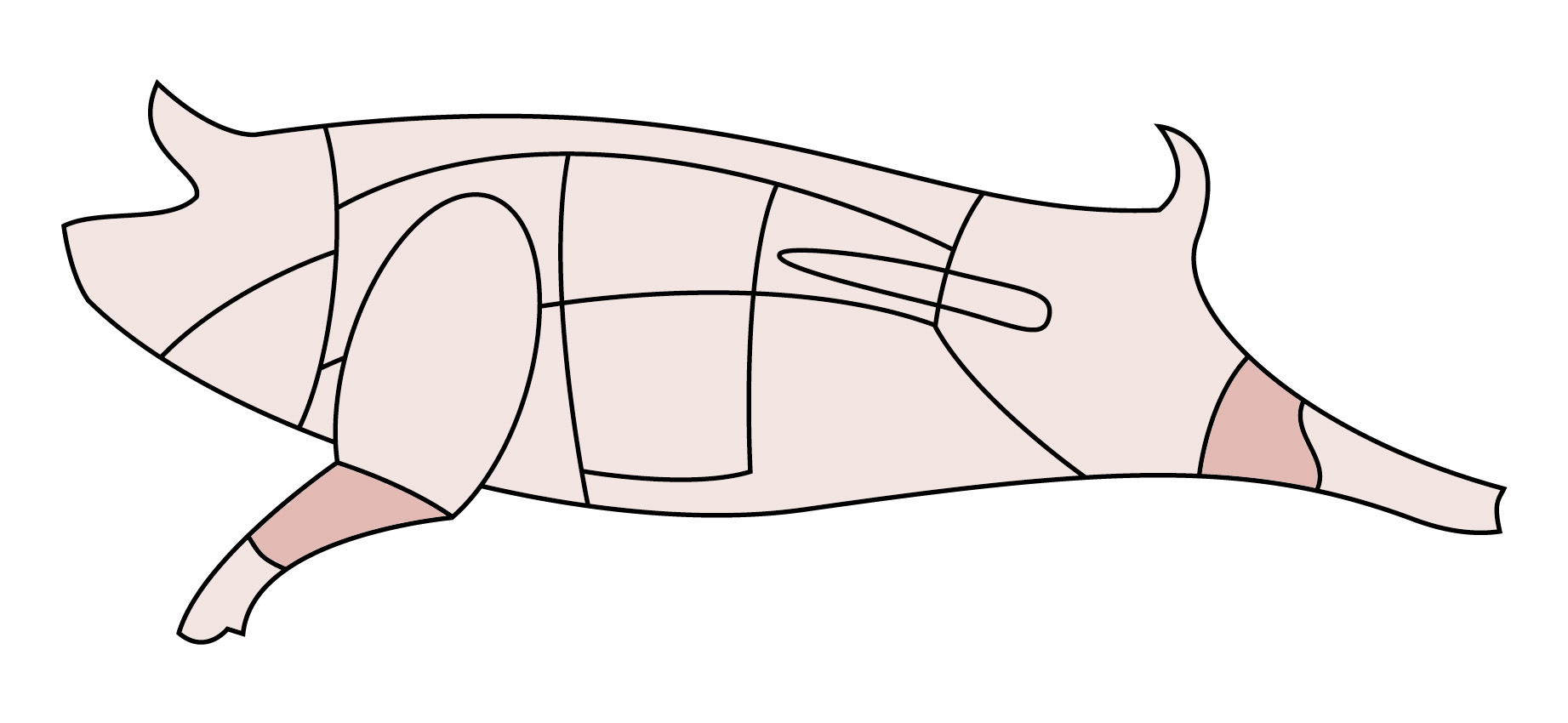
Место рульки в свиной туше

Ру́лька (свиная голяшка) — часть свиного окорока (сырого или копчёного), прилегающая к коленному суставу; голень или предплечье. Состоит главным образом из соединительных тканей и грубых мышц. Границами отделения полуфабриката являются коленный или локтевой сустав и линия отделения ноги. Для приготовления вторых горячих блюд чаще используется задняя рулька как более мясистая, передняя обычно идет на приготовление супов и холодцов. Мясо на рульке имеет обильные жировые прослойки и покрыто толстым слоем жира, оно очень нежное и ароматное, но требует длительной термической обработки.

## Блюда из рульки
- Гороховый суп с копчёной рулькой.
- Айсбайн (нем. Eisbein) — тушёная рулька с кислой капустой.
- Запечённая свиная ножка.

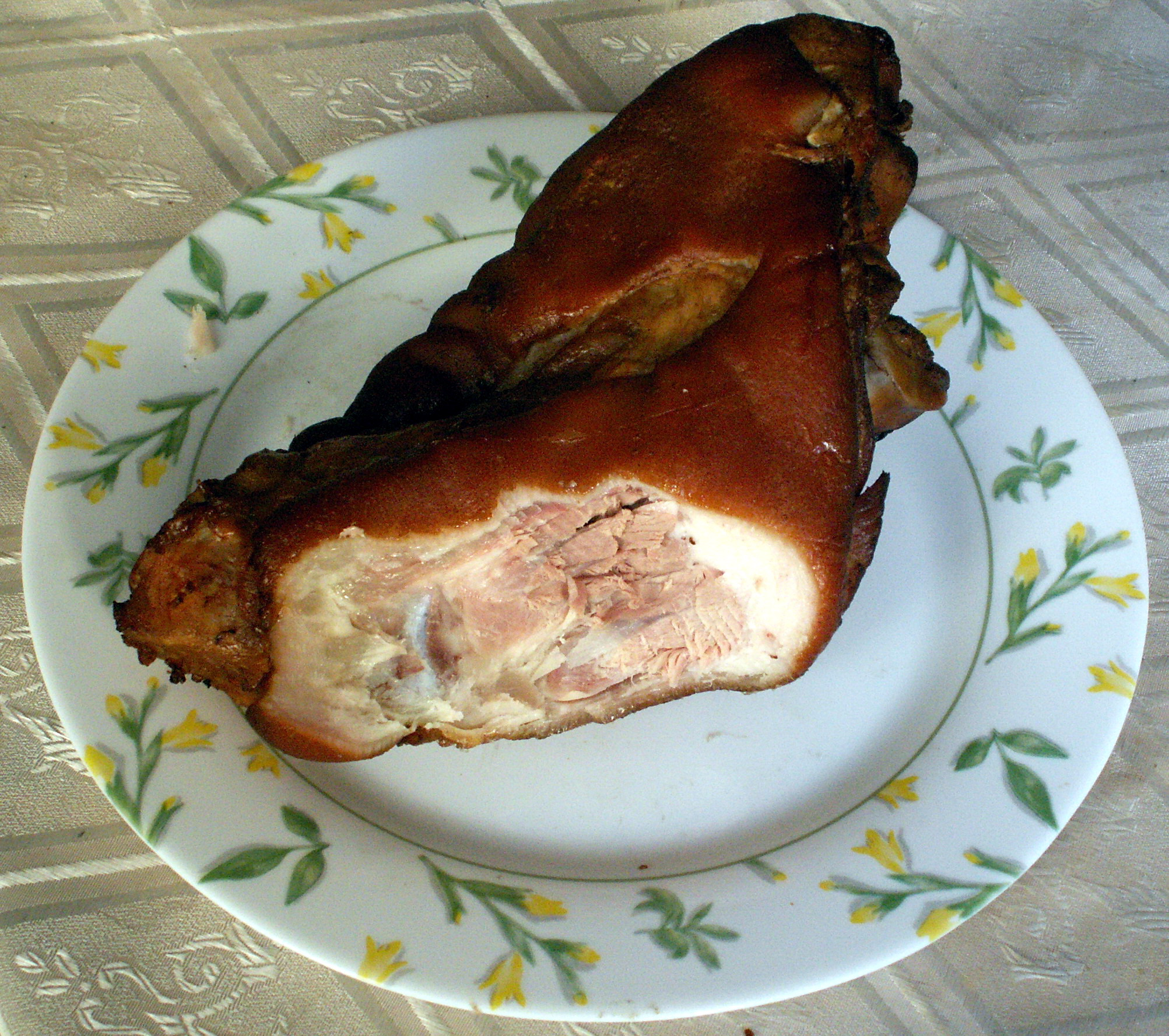
Копчёная свиная рулька
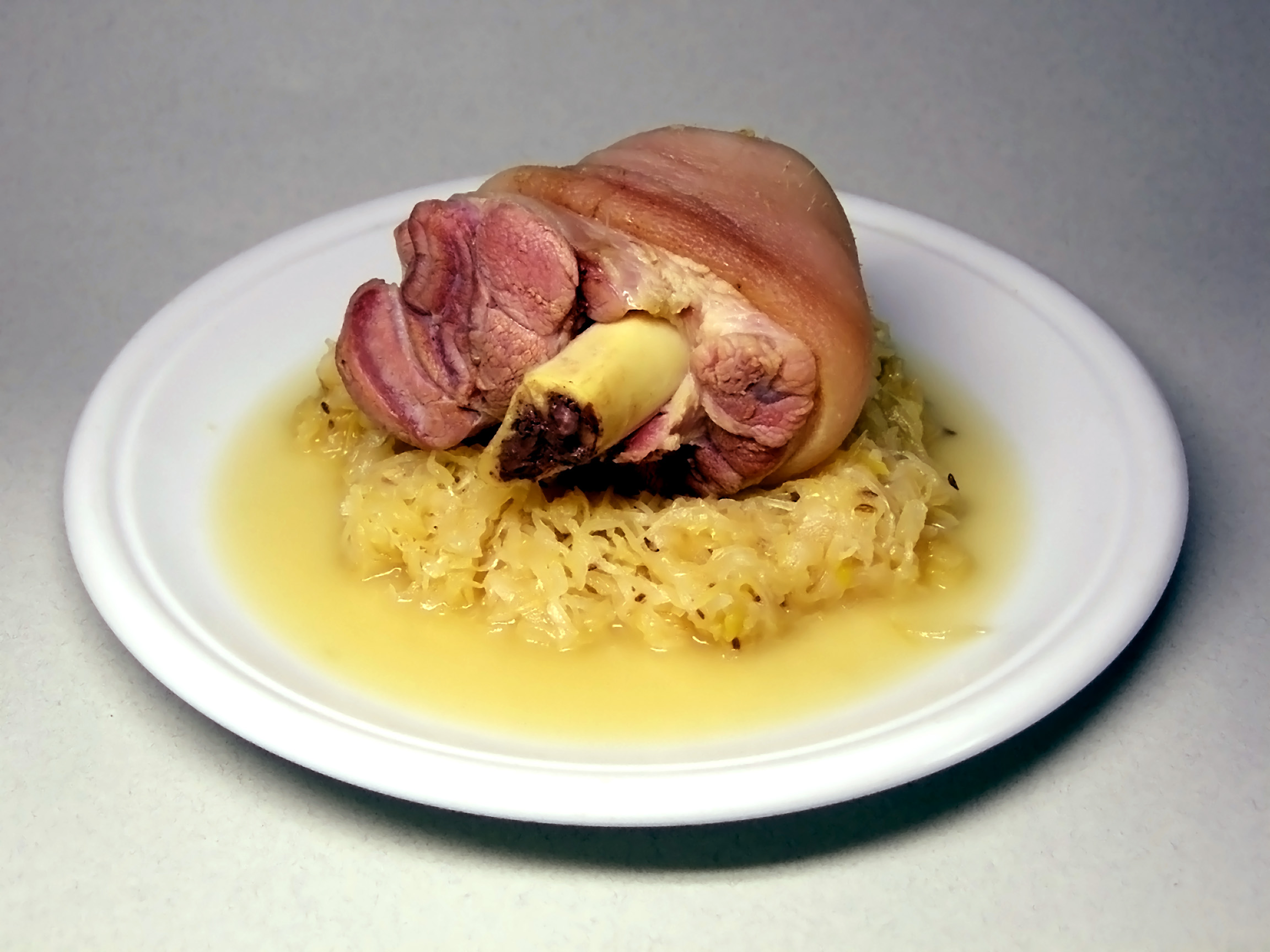
Айсбайн
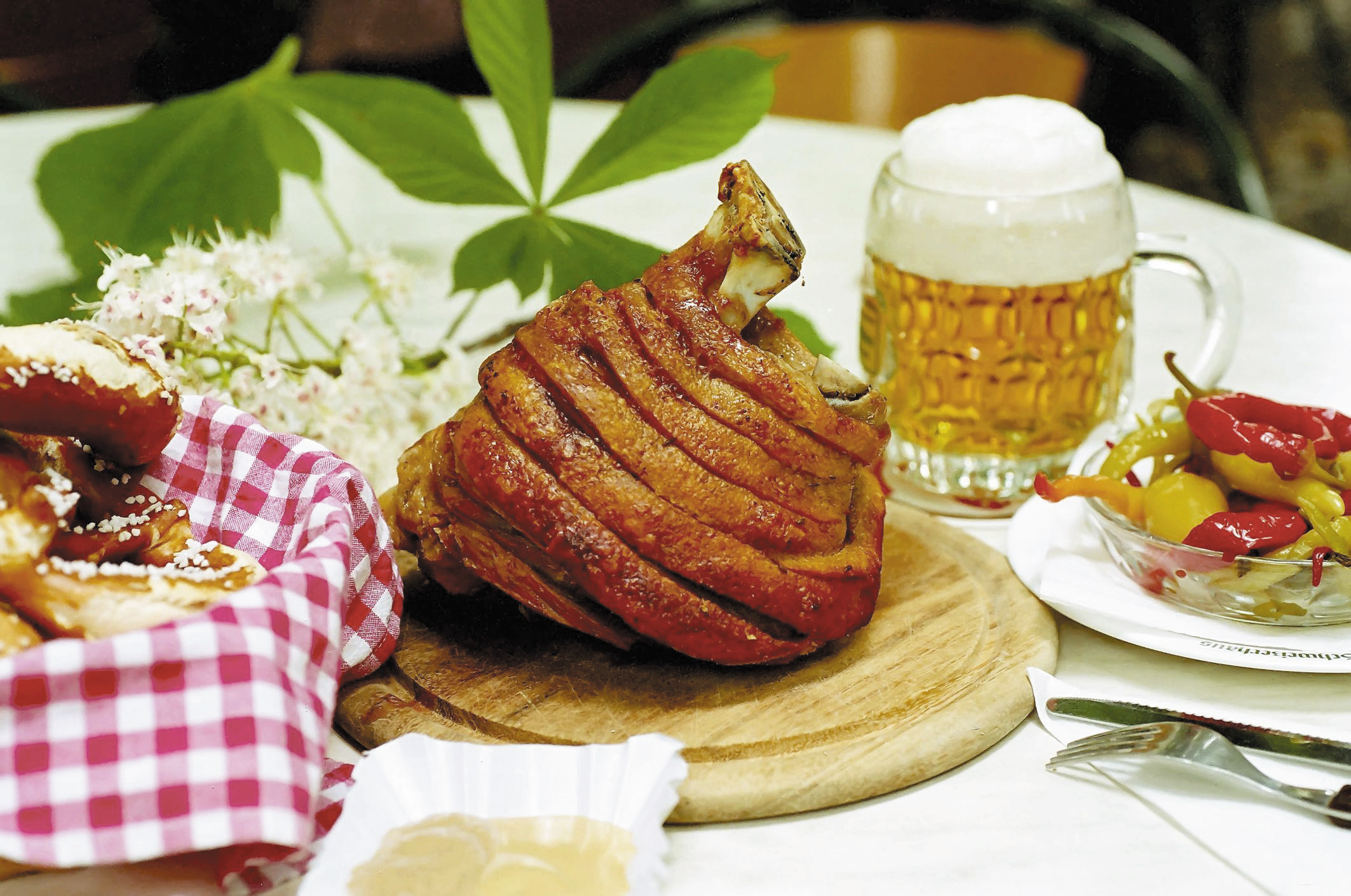
Запечённая свиная ножка